# 楼主
楼主，（简称“LZ”,“ TC=Topic Creator”, 或称“兰州”、“柳州”、“卤煮”，有时对楼主不满意也叫“楼猪”，如“兰州烧饼”，台灣稱為原PO、香港有時跟隨英語國家稱為OP (The original poster)，是指在互联网网站类型“论坛”中，主题的评论者对主题发表者的称呼，因为论坛中发表的主题和评论看起来就像楼房一样一层一层的。

## 类似的叫法
- 頂樓（即樓主）
- 题主（即樓主，多见于知乎）
- 楼上（上一个评论者）
- 楼下（下一个评论者）
- 二楼（又稱沙發，第一个评论者）
- 三楼（又稱板凳，第二个评论者）
- 四楼（又稱地板，第三[含以下]个评论者）
- XX楼（具体几楼）

这种叫法多见于中国大陆网络社区中。英文網絡社群通常將發帖者稱為。